# Kirche Stresow (Möckern)

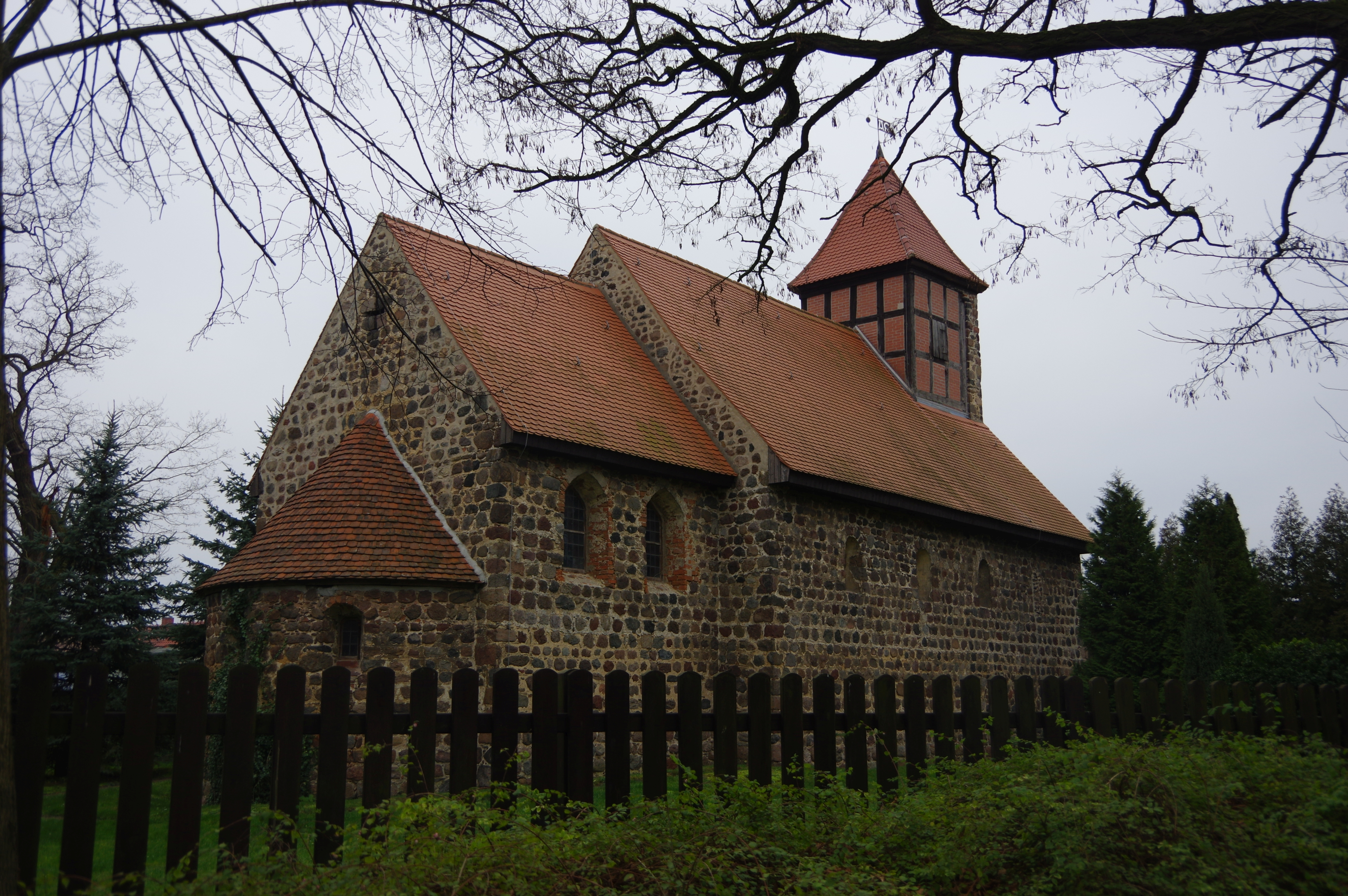
Kirche Stresow (Möckern)

Die evangelische Kirche Stresow ist eine spätromanische Saalkirche im Ortsteil Stresow von Möckern im Landkreis Jerichower Land in Sachsen-Anhalt. Sie gehört zum Pfarrbereich Möckern im Kirchenkreis Elbe-Fläming der Evangelischen Kirche in Mitteldeutschland.

## Geschichte und Architektur
Die Kirche Stresow ist eine spätromanische Saalkirche aus dem 12. Jahrhundert aus Schiff, eingezogenem Chor und halbkreisförmigem Schluss in Feldsteinmauerwerk, das ähnlich qualitätvoll ausgeführt ist wie das Mauerwerk bei der Unterkirche in Burg. Über dem Westgiebel erhebt sich ein Fachwerk-Dachturm mit massiver Westwand. Im ursprünglichen Zustand sind die auffallend kleinen Rundbogenfenster an der Nordseite des Schiffs und an der Südseite des Chores sowie die Rundbogenportale an der Nordseite des Schiffs (zugesetzt) und an der Südseite des Schiffs, hier auch die vermauerte Priesterpforte. Innen wurde in den Jahren 1998/99 die flache Holzbalkendecke erneuert. Im Westen ist eine Empore eingebaut; ein Triumphbogen trennt das Schiff vom Chor. In der Apsis ist eine schulterbogige Sakramentsnische eingebaut, mit einem Relief des Agnus dei aus dem 15. Jahrhundert.
Die Kirche steht unter Denkmalschutz und ist als Baudenkmal mit der Erfassungsnummer 094 05723 im Denkmalverzeichnis von Sachsen-Anhalt registriert.

## Ausstattung
Das Hauptstück der Ausstattung ist ein gemalter Altaraufsatz mit reicher Beschlagwerkrahmung aus den Jahren 1584–1588, der ursprünglich für die Nikolaikirche in Burg geschaffen, im Jahr 1703 von dort erworben wurde und jetzt an der Nordseite des Schiffs aufgestellt ist. Er zeigt in der Predella die Stifterfamilie beim Abendmahl (der hier wiedergegebene Altar ist ein Abbild des ganzen Altars), im Hauptfeld die Einsetzung des Abendmahls mit Luther und Melanchthon, seitlich in den Standflügeln je zwei Evangelisten übereinander. Abgeschlossen wird das Werk durch ein halbkreisförmiges Gemälde des Jüngsten Gerichts (die ursprünglich an Stelle der Säulen aufgestellten Figuren von Adam und Eva sind heute deponiert). Das achteckige Becken eines spätromanischen Taufsteins ist ebenfalls erhalten. Ein gemaltes Holzepitaph erinnert an Günzel Augustus Edler von Plotho († 1661). Eine Bronzeglocke von M. Johann Koch aus Zerbst mit dem Stifterwappen stammt aus dem Jahr 1704.